# Casa de Ponce de León
La casa de Ponce de León è una casata originaria di León e che diede vita alla Casa de Arcos, che ostentò titoli importanti come il ducato di Arcos e il marchesato di Zahara, oltre a ricevere nel 1493 la nomina a Grande di Spagna. 

Secondo la Cronaca dell'Excelentísima casa dei Ponce de León di Salazar di Mendoza pubblicata nel 1620, la casata aveva origine romana arrivando dalla Francia dove Carlo Magno concedette ai Ponce di Minerva il primo titolo nobiliare: conte di Tolosa e San Gil. Il primo esponente riconosciuto della casata, Fernán Pérez Ponce, ottenne il cognome de León in seguito al matrimoniodi Pedro Ponce de Cabrera con Aldonza Alfonso de León, figlia naturale del re Alfonso IX di León, mentre la linea Ponce di Minerva si estinse.

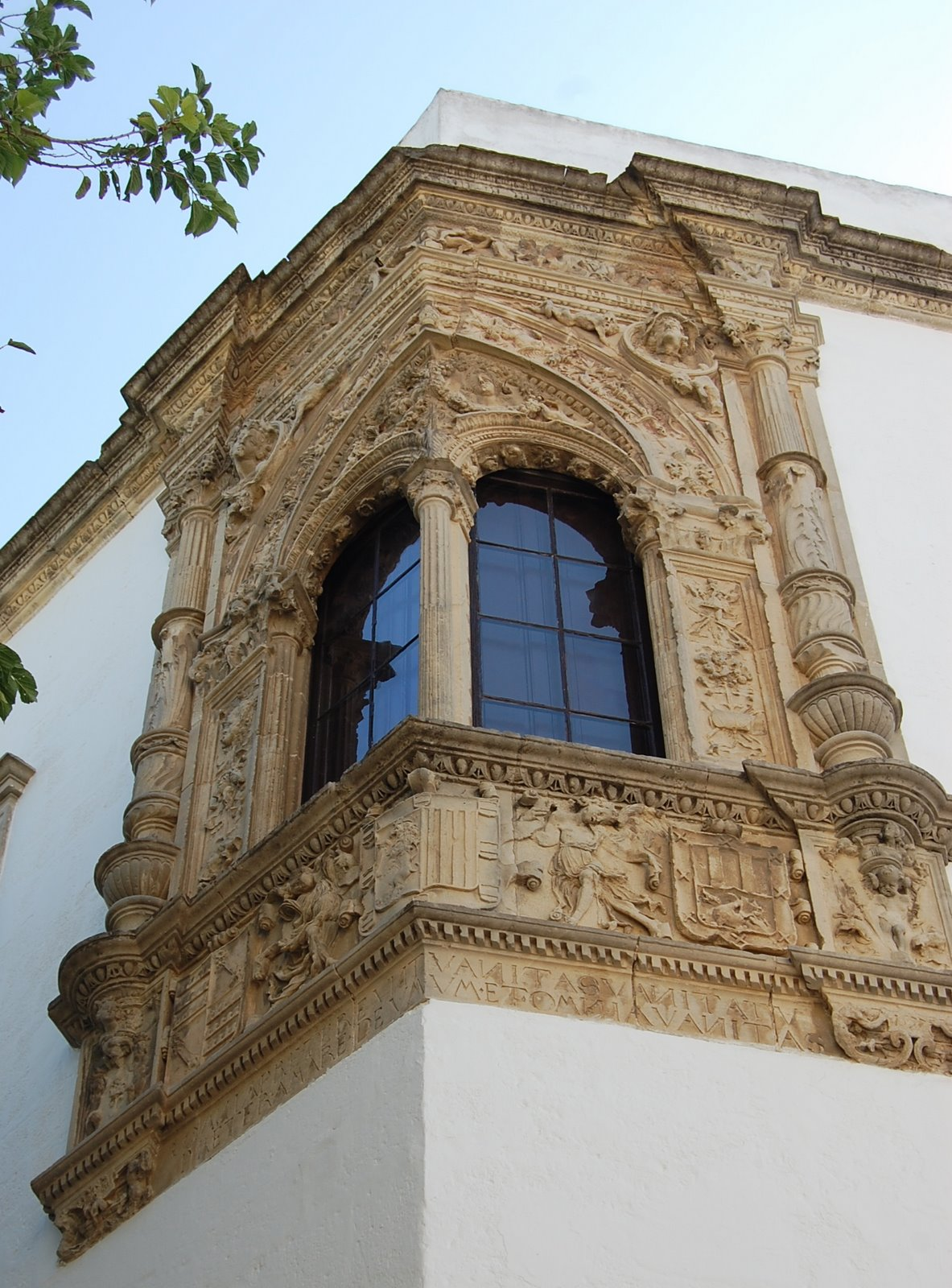
Finestra della Casa-palazzo dei Ponce de León a Jerez. Si nota lo scudo nella parte inferiore

## Esponenti illustri
- Juan Ponce de León
- Juan Ponce de León II
- Isabel Zacarías Ponce de León y Alencastre (1669-1721), duchessa consorte di Solferino[3]

## Ramo siciliano
In Sicilia si attesta la famiglia con Lorenzo infeudato del territorio di Pozzo con privileglio del 27 marzo 1653; Giuseppe proconservatore in Milazzo nel 1680; Eustachio, giurato di Castroreale nel biennio 1804-5; Vincenzo, il cui figlio Nicola sposa nel 1877 a Palermo Carolina Lo Presti e Chines. 
Non è dato sapere se vi siano o vi siano stati ulteriori discendenti. 
Secondo Antonino Mango di Casalgerardo il ramo siciliano innalza la seguente Arma: partito: nel primo d’argento, al leone di rosso; nel secondo d’oro, a quattro pali di rosso, e la bordatura d’azzurro, caricata da otto scudetti d’oro.